# Soesoe van Oostrom Soede
Jean Marie Henri (Soesoe) van Oostrom Soede (Groede, 25 oktober 1911 - Wassenaar, 18 december 1939), zoon van Jan Marie van Oostrom Soede en Susanna Cornelia Johanna Burgerhoudt, was een Nederlands waterpolospeler.
Soesoe van Oostrom Soede nam eenmaal deel aan de Olympische Spelen, in 1936. Hij eindigde met het Nederlands team op de vijfde plaats. Tijdens het toernooi speelde hij zeven wedstrijden. In de competitie kwam Van Oostrom Soede uit voor HZ&PC uit Den Haag.
Kees van Aelst · 
Lex Franken · 
Ru den Hamer · 
Jan van Heteren · 
Hans Maier · 
Soesoe van Oostrom Soede · 
Gé Regter · 
Herman Veenstra · 
Joop van Woerkom